# Campeonato Ecuatoriano de Fútbol 1982
El Campeonato Ecuatoriano de Fútbol 1982, conocido oficialmente como «Campeonato Nacional de Fútbol 1982», fue la 24.ª edición del Campeonato nacional de fútbol profesional de la Serie A en Ecuador. El torneo fue organizado por la Federación Ecuatoriana de Fútbol. Por primera vez no hubo descensos. Por su condición, careció de descensos.
El Nacional se coronó campeón por sexta vez en su historia.

## Sistema de juego
18 partidos disputó cada uno de los 10 equipos de la Serie A, en el torneo de 1982, en la primera etapa; a diferencia de lo ocurrido en años anteriores, no hubo descensos ni el riesgo de descender al final de esta; más bien se esperó el ascenso de los 2 primeros equipos de la Serie B, con el fin de completar 12 clubes. Los 3 equipos ganadores de la etapa clasificaron al cuadrangular con la bonificación respectiva.
En cambio, la segunda etapa se disputó con partidos de ida y vuelta entre los 12 equipos, completando 22 encuentros; al final de estos, descendió en equipo que menos puntos sumó en la tabla acumulada de las 2 etapas. Los 3 ganadores puntuaron para el cuadrangular final.

## Primera etapa

### Relevo semestral de clubes
| Pos. | de la Segunda etapa de la Serie A |
| ---- | --------------------------------- |
| 9º   | Deportivo Cuenca                  |
| 10º  | América de Quito                  |

| Pos. | de la Segunda etapa de la Serie B |
| ---- | --------------------------------- |
| 1º   | Técnico Universitario             |
| 2º   | Liga de Portoviejo                |

### Datos de los clubes
| Equipo                | Ciudad              | Provincia  |
| --------------------- | ------------------- | ---------- |
| Barcelona             | Guayaquil           | Guayas     |
| Deportivo Quito       | Quito               | Pichincha  |
| El Nacional           | Quito               | Pichincha  |
| Emelec                | Guayaquil           | Guayas     |
| Everest               | Guayaquil / Milagro | Guayas     |
| Liga de Portoviejo    | Portoviejo          | Manabí     |
| Liga de Quito         | Quito               | Pichincha  |
| Técnico Universitario | Ambato              | Tungurahua |
| Universidad Católica  | Quito               | Pichincha  |
| 9 de Octubre          | Guayaquil / Milagro | Guayas     |

### Equipos por ubicación geográfica
| Provincia  | N.º | Equipos                                                                |
| ---------- | --- | ---------------------------------------------------------------------- |
| Pichincha  | 4   | - Deportivo Quito - El Nacional - Liga de Quito - Universidad Católica |
| Guayas     | 4   | - Barcelona - Emelec - Everest - 9 de Octubre                          |
| Manabí     | 1   | - Liga de Portoviejo                                                   |
| Tungurahua | 1   | - Técnico Universitario                                                |

| Liga de Portoviejo Barcelona Emelec Everest 9 de Octubre Universidad Católica Liga de Quito El Nacional Deportivo Quito Técnico Universitario |

### Partidos y resultados
| Fecha 1     | Fecha 1               | Fecha 1   | Fecha 1              |
| Fecha       | Equipo Local          | Resultado | Equipo Visitante     |
| ----------- | --------------------- | --------- | -------------------- |
| 20 de marzo | Deportivo Quito       | 1 - 0     | Everest              |
| 20 de marzo | Técnico Universitario | 1 - 3     | Liga de Portoviejo   |
| 20 de marzo | Barcelona             | 3 - 2     | Universidad Católica |
| 21 de marzo | Emelec                | 5 - 0     | Liga de Quito        |
| 21 de marzo | El Nacional           | 2 - 0     | 9 de Octubre         |

| Fecha 2     | Fecha 2              | Fecha 2   | Fecha 2               |
| Fecha       | Equipo Local         | Resultado | Equipo Visitante      |
| ----------- | -------------------- | --------- | --------------------- |
| 27 de marzo | Liga de Portoviejo   | 0 - 2     | Barcelona             |
| 27 de marzo | 9 de Octubre         | 1 - 0     | Deportivo Quito       |
| 27 de marzo | Universidad Católica | 0 - 0     | Emelec                |
| 28 de marzo | Liga de Quito        | 3 - 1     | Técnico Universitario |
| 28 de marzo | Everest              | 0 - 2     | El Nacional           |

| Fecha 3    | Fecha 3               | Fecha 3   | Fecha 3              |
| Fecha      | Equipo Local          | Resultado | Equipo Visitante     |
| ---------- | --------------------- | --------- | -------------------- |
| 3 de abril | Técnico Universitario | 2 - 1     | Everest              |
| 3 de abril | Barcelona             | 1 - 0     | 9 de Octubre         |
| 3 de abril | Emelec                | 2 - 0     | Liga de Portoviejo   |
| 4 de abril | El Nacional           | 3 - 1     | Universidad Católica |
| 4 de abril | Deportivo Quito       | 4 - 2     | Liga de Quito        |

| Fecha 4     | Fecha 4              | Fecha 4   | Fecha 4               |
| Fecha       | Equipo Local         | Resultado | Equipo Visitante      |
| ----------- | -------------------- | --------- | --------------------- |
| 11 de abril | Barcelona            | 3 - 0     | Liga de Quito         |
| 11 de abril | Deportivo Quito      | 3 - 0     | El Nacional           |
| 11 de abril | Universidad Católica | 0 - 1     | Técnico Universitario |
| 11 de abril | Liga de Portoviejo   | 2 - 2     | 9 de Octubre          |
| 11 de abril | Everest              | 2 - 1     | Emelec                |

| Fecha 5     | Fecha 5               | Fecha 5   | Fecha 5              |
| Fecha       | Equipo Local          | Resultado | Equipo Visitante     |
| ----------- | --------------------- | --------- | -------------------- |
| 17 de abril | Deportivo Quito       | 2 - 2     | Barcelona            |
| 17 de abril | 9 de Octubre          | 3 - 1     | Emelec               |
| 17 de abril | Everest               | 1 - 0     | Universidad Católica |
| 18 de abril | Técnico Universitario | 2 - 1     | El Nacional          |
| 18 de abril | Liga de Quito         | 1 - 0     | Liga de Portoviejo   |

| Fecha 6     | Fecha 6              | Fecha 6   | Fecha 6               |
| Fecha       | Equipo Local         | Resultado | Equipo Visitante      |
| ----------- | -------------------- | --------- | --------------------- |
| 20 de abril | Barcelona            | 2 - 1     | Técnico Universitario |
| 20 de abril | Liga de Portoviejo   | 3 - 1     | Everest               |
| 20 de abril | Universidad Católica | 2 - 2     | Deportivo Quito       |
| 21 de abril | 9 de Octubre         | 1 - 0     | Liga de Quito         |
| 21 de abril | El Nacional          | 3 - 2     | Emelec                |

| Fecha 7     | Fecha 7               | Fecha 7   | Fecha 7              |
| Fecha       | Equipo Local          | Resultado | Equipo Visitante     |
| ----------- | --------------------- | --------- | -------------------- |
| 25 de abril | Liga de Quito         | 0 - 1     | Universidad Católica |
| 25 de abril | El Nacional           | 3 - 3     | Liga de Portoviejo   |
| 25 de abril | Emelec                | 2 - 1     | Deportivo Quito      |
| 25 de abril | Everest               | 2 - 2     | Barcelona            |
| 25 de abril | Técnico Universitario | 3 - 1     | 9 de Octubre         |

| Fecha 8   | Fecha 8            | Fecha 8   | Fecha 8               |
| Fecha     | Equipo Local       | Resultado | Equipo Visitante      |
| --------- | ------------------ | --------- | --------------------- |
| 1 de mayo | Liga de Portoviejo | 3 - 0     | Universidad Católica  |
| 1 de mayo | Barcelona          | 0 - 1     | Emelec                |
| 1 de mayo | Deportivo Quito    | 3 - 2     | Técnico Universitario |
| 1 de mayo | Everest            | 1 - 2     | 9 de Octubre          |
| 2 de mayo | El Nacional        | 1 - 0     | Liga de Quito         |

| Fecha 9   | Fecha 9               | Fecha 9   | Fecha 9            |
| Fecha     | Equipo Local          | Resultado | Equipo Visitante   |
| --------- | --------------------- | --------- | ------------------ |
| 4 de mayo | Deportivo Quito       | 1 - 0     | Liga de Portoviejo |
| 4 de mayo | Técnico Universitario | 3 - 0     | Emelec             |
| 4 de mayo | Universidad Católica  | 1 - 0     | 9 de Octubre       |
| 5 de mayo | Barcelona             | 2 - 1     | El Nacional        |
| 5 de mayo | Everest               | 0 - 0     | Liga de Quito      |

| Fecha 10  | Fecha 10             | Fecha 10  | Fecha 10              |
| Fecha     | Equipo Local         | Resultado | Equipo Visitante      |
| --------- | -------------------- | --------- | --------------------- |
| 8 de mayo | Universidad Católica | 3 - 1     | Barcelona             |
| 8 de mayo | Liga de Portoviejo   | 2 - 0     | Técnico Universitario |
| 9 de mayo | 9 de Octubre         | 1 - 2     | El Nacional           |
| 9 de mayo | Everest              | 0 - 0     | Deportivo Quito       |
| 9 de mayo | Liga de Quito        | 1 - 0     | Emelec                |

| Fecha 11   | Fecha 11              | Fecha 11  | Fecha 11             |
| Fecha      | Equipo Local          | Resultado | Equipo Visitante     |
| ---------- | --------------------- | --------- | -------------------- |
| 11 de mayo | Emelec                | 1 - 0     | 9 de Octubre         |
| 11 de mayo | Deportivo Quito       | 2 - 0     | Universidad Católica |
| 11 de mayo | Barcelona             | 2 - 0     | Liga de Portoviejo   |
| 12 de mayo | El Nacional           | 3 - 1     | Everest              |
| 12 de mayo | Técnico Universitario | 0 - 0     | Liga de Quito        |

| Fecha 12   | Fecha 12             | Fecha 12  | Fecha 12              |
| Fecha      | Equipo Local         | Resultado | Equipo Visitante      |
| ---------- | -------------------- | --------- | --------------------- |
| 15 de mayo | 9 de Octubre         | 3 - 3     | Barcelona             |
| 15 de mayo | Everest              | 1 - 2     | Técnico Universitario |
| 15 de mayo | Liga de Portoviejo   | 5 - 1     | Emelec                |
| 16 de mayo | Universidad Católica | 3 - 2     | El Nacional           |
| 16 de mayo | Liga de Quito        | 1 - 1     | Deportivo Quito       |

| Fecha 13   | Fecha 13              | Fecha 13  | Fecha 13             |
| Fecha      | Equipo Local          | Resultado | Equipo Visitante     |
| ---------- | --------------------- | --------- | -------------------- |
| 22 de mayo | Técnico Universitario | 0 - 0     | Universidad Católica |
| 23 de mayo | El Nacional           | 2 - 1     | Deportivo Quito      |
| 23 de mayo | Emelec                | 1 - 0     | Everest              |
| 23 de mayo | 9 de Octubre          | 0 - 1     | Liga de Portoviejo   |
| 23 de mayo | Liga de Quito         | 3 - 0     | Barcelona            |

| Fecha 14   | Fecha 14             | Fecha 14  | Fecha 14              |
| Fecha      | Equipo Local         | Resultado | Equipo Visitante      |
| ---------- | -------------------- | --------- | --------------------- |
| 29 de mayo | Barcelona            | 1 - 0     | Deportivo Quito       |
| 29 de mayo | Universidad Católica | 1 - 0     | Everest               |
| 29 de mayo | Emelec               | 0 - 0     | 9 de Octubre          |
| 30 de mayo | El Nacional          | 3 - 1     | Técnico Universitario |
| 30 de mayo | Liga de Portoviejo   | 3 - 1     | Liga de Quito         |

| Fecha 15   | Fecha 15              | Fecha 15  | Fecha 15             |
| Fecha      | Equipo Local          | Resultado | Equipo Visitante     |
| ---------- | --------------------- | --------- | -------------------- |
| 1 de junio | Deportivo Quito       | 1 - 2     | Universidad Católica |
| 1 de junio | Everest               | 2 - 3     | Liga de Portoviejo   |
| 1 de junio | Técnico Universitario | 1 - 1     | Barcelona            |
| 2 de junio | Liga de Quito         | 2 - 1     | 9 de Octubre         |
| 2 de junio | Emelec                | 1 - 1     | El Nacional          |

| Fecha 16   | Fecha 16             | Fecha 16  | Fecha 16              |
| Fecha      | Equipo Local         | Resultado | Equipo Visitante      |
| ---------- | -------------------- | --------- | --------------------- |
| 6 de junio | Liga de Portoviejo   | 2 - 1     | El Nacional           |
| 6 de junio | Barcelona            | 2 - 1     | Everest               |
| 6 de junio | Deportivo Quito      | 1 - 1     | Emelec                |
| 6 de junio | 9 de Octubre         | 0 - 1     | Técnico Universitario |
| 6 de junio | Universidad Católica | 0 - 0     | Liga de Quito         |

| Fecha 17    | Fecha 17              | Fecha 17  | Fecha 17           |
| Fecha       | Equipo Local          | Resultado | Equipo Visitante   |
| ----------- | --------------------- | --------- | ------------------ |
| 11 de junio | Emelec                | 1 - 0     | Barcelona          |
| 11 de junio | Técnico Universitario | 1 - 1     | Deportivo Quito    |
| 11 de junio | 9 de Octubre          | 1 - 2     | Everest            |
| 11 de junio | Universidad Católica  | 3 - 0     | Liga de Portoviejo |
| 12 de junio | Liga de Quito         | 0 - 2     | El Nacional        |

| Fecha 18    | Fecha 18           | Fecha 18  | Fecha 18              |
| Fecha       | Equipo Local       | Resultado | Equipo Visitante      |
| ----------- | ------------------ | --------- | --------------------- |
| 18 de junio | 9 de Octubre       | 3 - 0     | Universidad Católica  |
| 18 de junio | Liga de Portoviejo | 1 - 0     | Deportivo Quito       |
| 18 de junio | Emelec             | 2 - 0     | Técnico Universitario |
| 19 de junio | El Nacional        | 2 - 1     | Barcelona             |
| 19 de junio | Liga de Quito      | 0 - 1     | Everest               |

### Tabla de posiciones
|  |  |     | Equipo                | PJ | PG | PE | PP | GF | GC | DG  | PTS | PB |
|  |  | --- | --------------------- | -- | -- | -- | -- | -- | -- | --- | --- | -- |
|  |  | 1.  | El Nacional           | 18 | 10 | 3  | 5  | 33 | 25 | +8  | 23  | 3  |
|  |  | 2.  | Liga de Portoviejo    | 18 | 10 | 2  | 6  | 31 | 23 | +8  | 22  | 2  |
|  |  | 3.  | Barcelona             | 18 | 9  | 4  | 5  | 28 | 23 | +5  | 22  | 1  |
|  |  | 4.  | Emelec                | 18 | 8  | 4  | 6  | 22 | 20 | +2  | 20  |    |
|  |  | 5.  | Deportivo Quito       | 18 | 6  | 6  | 6  | 24 | 20 | +4  | 18  |    |
|  |  | 6.  | Técnico Universitario | 18 | 7  | 4  | 7  | 22 | 24 | -2  | 18  |    |
|  |  | 7.  | Universidad Católica  | 18 | 7  | 4  | 7  | 19 | 21 | -2  | 18  |    |
|  |  | 8.  | 9 de Octubre          | 18 | 5  | 4  | 9  | 20 | 23 | -3  | 17  |    |
|  |  | 9.  | Liga de Quito         | 18 | 5  | 3  | 10 | 14 | 24 | -10 | 13  |    |
|  |  | 10. | Everest               | 18 | 4  | 3  | 11 | 16 | 26 | -10 | 11  |    |

PJ = Partidos jugados; PG = Partidos ganados; PE = Partidos empatados; PP = Partidos perdidos; GF = Goles a favor; GC = Goles en contra; DG = Diferencia de gol; PTS = Puntos; PB = Puntos de bonificación
|  | Clasificaron al Cuadrangular final. |

## Segunda etapa

### Relevo semestral de clubes
| Pos. | de la Primera etapa de la Serie B |
| ---- | --------------------------------- |
| 1º   | Deportivo Quevedo                 |
| 2º   | Aucas                             |

### Datos de los clubes
| Equipo                | Ciudad              | Provincia  |
| --------------------- | ------------------- | ---------- |
| Aucas                 | Quito               | Pichincha  |
| Barcelona             | Guayaquil           | Guayas     |
| Deportivo Quevedo     | Quevedo             | Los Ríos   |
| Deportivo Quito       | Quito               | Pichincha  |
| El Nacional           | Quito               | Pichincha  |
| Emelec                | Guayaquil           | Guayas     |
| Everest               | Guayaquil / Milagro | Guayas     |
| Liga de Portoviejo    | Portoviejo          | Manabí     |
| Liga de Quito         | Quito               | Pichincha  |
| Técnico Universitario | Ambato              | Tungurahua |
| Universidad Católica  | Quito               | Pichincha  |
| 9 de Octubre          | Guayaquil / Milagro | Guayas     |

### Equipos por ubicación geográfica
| Provincia  | N.º | Equipos                                                                        |
| ---------- | --- | ------------------------------------------------------------------------------ |
| Pichincha  | 5   | - Aucas - Deportivo Quito - El Nacional - Liga de Quito - Universidad Católica |
| Guayas     | 4   | - Barcelona - Emelec - Everest - 9 de Octubre                                  |
| Los Ríos   | 1   | - Deportivo Quevedo                                                            |
| Manabí     | 1   | - Liga de Portoviejo                                                           |
| Tungurahua | 1   | - Técnico Universitario                                                        |

| Liga de Portoviejo Barcelona Emelec Everest 9 de Octubre Deportivo Quevedo Universidad Católica Liga de Quito El Nacional Deportivo Quito Aucas Técnico Universitario |

### Partidos y resultados
| Fecha 1    | Fecha 1               | Fecha 1   | Fecha 1              |
| Fecha      | Equipo Local          | Resultado | Equipo Visitante     |
| ---------- | --------------------- | --------- | -------------------- |
| 3 de julio | Barcelona             | 0 - 0     | El Nacional          |
| 4 de julio | Aucas                 | 4 - 1     | Liga de Portoviejo   |
| 4 de julio | Técnico Universitario | 0 - 0     | Emelec               |
| 4 de julio | 9 de Octubre          | 4 - 2     | Universidad Católica |
| 4 de julio | Deportivo Quito       | 0 - 0     | Everest              |
| 4 de julio | Deportivo Quevedo     | 2 - 1     | Liga de Quito        |

| Fecha 2    | Fecha 2              | Fecha 2   | Fecha 2               |
| Fecha      | Equipo Local         | Resultado | Equipo Visitante      |
| ---------- | -------------------- | --------- | --------------------- |
| 7 de julio | Emelec               | 2 - 1     | Deportivo Quito       |
| 7 de julio | Liga de Portoviejo   | 3 - 1     | Barcelona             |
| 7 de julio | Everest              | 1 - 2     | Deportivo Quevedo     |
| 7 de julio | Universidad Católica | 0 - 1     | Aucas                 |
| 7 de julio | El Nacional          | 1 - 1     | Técnico Universitario |
| 7 de julio | Liga de Quito        | 3 - 1     | 9 de Octubre          |

| Fecha 3     | Fecha 3               | Fecha 3   | Fecha 3            |
| Fecha       | Equipo Local          | Resultado | Equipo Visitante   |
| ----------- | --------------------- | --------- | ------------------ |
| 18 de julio | Deportivo Quito       | 1 - 2     | El Nacional        |
| 18 de julio | Deportivo Quevedo     | 2 - 0     | Aucas              |
| 18 de julio | 9 de Octubre          | 1 - 1     | Liga de Portoviejo |
| 18 de julio | Barcelona             | 2 - 1     | Emelec             |
| 18 de julio | Universidad Católica  | 1 - 0     | Liga de Quito      |
| 18 de julio | Técnico Universitario | 3 - 0     | Everest            |

| Fecha 4     | Fecha 4               | Fecha 4   | Fecha 4              |
| Fecha       | Equipo Local          | Resultado | Equipo Visitante     |
| ----------- | --------------------- | --------- | -------------------- |
| 25 de julio | Barcelona             | 1 - 0     | 9 de Octubre         |
| 25 de julio | Deportivo Quito       | 1 - 3     | Aucas                |
| 25 de julio | Técnico Universitario | 4 - 2     | Deportivo Quevedo    |
| 25 de julio | El Nacional           | 5 - 1     | Emelec               |
| 25 de julio | Everest               | 1 - 2     | Universidad Católica |
| 25 de julio | Liga de Portoviejo    | 2 - 0     | Liga de Quito        |

| Fecha 5     | Fecha 5              | Fecha 5   | Fecha 5               |
| Fecha       | Equipo Local         | Resultado | Equipo Visitante      |
| ----------- | -------------------- | --------- | --------------------- |
| 1 de agosto | Universidad Católica | 5 - 0     | Liga de Portoviejo    |
| 1 de agosto | Emelec               | 2 - 0     | Aucas                 |
| 1 de agosto | Deportivo Quito      | 1 - 1     | 9 de Octubre          |
| 1 de agosto | Liga de Quito        | 2 - 2     | Técnico Universitario |
| 1 de agosto | Barcelona            | 2 - 0     | Everest               |
| 1 de agosto | Deportivo Quevedo    | 1 - 1     | El Nacional           |

| Fecha 6     | Fecha 6               | Fecha 6   | Fecha 6              |
| Fecha       | Equipo Local          | Resultado | Equipo Visitante     |
| ----------- | --------------------- | --------- | -------------------- |
| 8 de agosto | Liga de Portoviejo    | 2 - 1     | Deportivo Quevedo    |
| 8 de agosto | Técnico Universitario | 2 - 0     | Deportivo Quito      |
| 8 de agosto | 9 de Octubre          | 2 - 0     | Emelec               |
| 8 de agosto | Aucas                 | 0 - 0     | Barcelona            |
| 8 de agosto | El Nacional           | 1 - 2     | Universidad Católica |
| 8 de agosto | Everest               | 1 - 1     | Liga de Quito        |

| Fecha 7      | Fecha 7           | Fecha 7   | Fecha 7               |
| Fecha        | Equipo Local      | Resultado | Equipo Visitante      |
| ------------ | ----------------- | --------- | --------------------- |
| 13 de agosto | Barcelona         | 2 - 0     | Técnico Universitario |
| 14 de agosto | Liga de Quito     | 1 - 1     | Aucas                 |
| 14 de agosto | Deportivo Quito   | 1 - 1     | Universidad Católica  |
| 15 de agosto | Deportivo Quevedo | 3 - 3     | 9 de Octubre          |
| 15 de agosto | El Nacional       | 2 - 1     | Everest               |
| 15 de agosto | Emelec            | 0 - 0     | Liga de Portoviejo    |

| Fecha 8          | Fecha 8               | Fecha 8   | Fecha 8              |
| Fecha            | Equipo Local          | Resultado | Equipo Visitante     |
| ---------------- | --------------------- | --------- | -------------------- |
| 21 de agosto     | Deportivo Quito       | 3 - 0     | Barcelona            |
| 22 de agosto     | 9 de Octubre          | 1 - 0     | Aucas                |
| 22 de agosto     | Everest               | 0 - 0     | Liga de Portoviejo   |
| 22 de agosto     | Técnico Universitario | 1 - 1     | Universidad Católica |
| 22 de agosto     | Deportivo Quevedo     | 2 - 0     | Emelec               |
| 22 de septiembre | Liga de Quito         | 2 - 1     | El Nacional          |

| Fecha 9      | Fecha 9              | Fecha 9   | Fecha 9               |
| Fecha        | Equipo Local         | Resultado | Equipo Visitante      |
| ------------ | -------------------- | --------- | --------------------- |
| 28 de agosto | Universidad Católica | 1 - 0     | Deportivo Quevedo     |
| 28 de agosto | Aucas                | 2 - 2     | Técnico Universitario |
| 28 de agosto | El Nacional          | 2 - 0     | 9 de Octubre          |
| 29 de agosto | Liga de Portoviejo   | 1 - 0     | Deportivo Quito       |
| 29 de agosto | Barcelona            | 2 - 0     | Liga de Quito         |
| 29 de agosto | Emelec               | 4 - 0     | Everest               |

| Fecha 10         | Fecha 10              | Fecha 10  | Fecha 10             |
| Fecha            | Equipo Local          | Resultado | Equipo Visitante     |
| ---------------- | --------------------- | --------- | -------------------- |
| 1 de septiembre  | Aucas                 | 1 - 3     | El Nacional          |
| 5 de septiembre  | 9 de Octubre          | 2 - 2     | Everest              |
| 5 de septiembre  | Técnico Universitario | 2 - 1     | Liga de Portoviejo   |
| 5 de septiembre  | Emelec                | 1 - 0     | Universidad Católica |
| 29 de septiembre | Deportivo Quito       | 0 - 0     | Liga de Quito        |
| 8 de octubre     | Deportivo Quevedo     | 0 - 0     | Barcelona            |

| Fecha 11         | Fecha 11           | Fecha 11  | Fecha 11              |
| Fecha            | Equipo Local       | Resultado | Equipo Visitante      |
| ---------------- | ------------------ | --------- | --------------------- |
| 12 de septiembre | 9 de Octubre       | 3 - 0     | Técnico Universitario |
| 12 de septiembre | Deportivo Quito    | 0 - 0     | Deportivo Quevedo     |
| 12 de septiembre | Liga de Portoviejo | 3 - 1     | El Nacional           |
| 12 de septiembre | Aucas              | 3 - 2     | Everest               |
| 6 de octubre     | Liga de Quito      | 0 - 0     | Emelec                |
| 13 de octubre    | Barcelona          | 3 - 1     | Universidad Católica  |

| Fecha 12         | Fecha 12             | Fecha 12  | Fecha 12              |
| Fecha            | Equipo Local         | Resultado | Equipo Visitante      |
| ---------------- | -------------------- | --------- | --------------------- |
| 18 de septiembre | Universidad Católica | 2 - 2     | 9 de Octubre          |
| 18 de septiembre | Liga de Quito        | 3 - 0     | Deportivo Quevedo     |
| 19 de septiembre | Everest              | 1 - 2     | Deportivo Quito       |
| 19 de septiembre | Liga de Portoviejo   | 4 - 0     | Aucas                 |
| 19 de septiembre | El Nacional          | 4 - 1     | Barcelona             |
| 19 de septiembre | Emelec               | 1 - 0     | Técnico Universitario |

| Fecha 13         | Fecha 13              | Fecha 13  | Fecha 13             |
| Fecha            | Equipo Local          | Resultado | Equipo Visitante     |
| ---------------- | --------------------- | --------- | -------------------- |
| 26 de septiembre | Deportivo Quevedo     | 5 - 2     | Everest              |
| 26 de septiembre | Barcelona             | 2 - 0     | Liga de Portoviejo   |
| 26 de septiembre | Deportivo Quito       | 3 - 2     | Emelec               |
| 26 de septiembre | Aucas                 | 1 - 4     | Universidad Católica |
| 26 de septiembre | Técnico Universitario | 2 - 1     | El Nacional          |
| 26 de septiembre | 9 de Octubre          | 4 - 1     | Liga de Quito        |

| Fecha 14     | Fecha 14           | Fecha 14  | Fecha 14              |
| Fecha        | Equipo Local       | Resultado | Equipo Visitante      |
| ------------ | ------------------ | --------- | --------------------- |
| 3 de octubre | Aucas              | 2 - 2     | Deportivo Quevedo     |
| 3 de octubre | Everest            | 2 - 1     | Técnico Universitario |
| 3 de octubre | Emelec             | 0 - 1     | Barcelona             |
| 3 de octubre | Liga de Portoviejo | 4 - 1     | 9 de Octubre          |
| 3 de octubre | Liga de Quito      | 0 - 0     | Universidad Católica  |
| 3 de octubre | El Nacional        | 3 - 0     | Deportivo Quito       |

| Fecha 15      | Fecha 15             | Fecha 15  | Fecha 15              |
| Fecha         | Equipo Local         | Resultado | Equipo Visitante      |
| ------------- | -------------------- | --------- | --------------------- |
| 10 de octubre | Deportivo Quevedo    | 2 - 0     | Técnico Universitario |
| 10 de octubre | 9 de Octubre         | 0 - 2     | Barcelona             |
| 10 de octubre | Liga de Quito        | 4 - 2     | Liga de Portoviejo    |
| 10 de octubre | Emelec               | 2 - 0     | El Nacional           |
| 10 de octubre | Universidad Católica | 7 - 0     | Everest               |
| 10 de octubre | Aucas                | 2 - 0     | Deportivo Quito       |

| Fecha 16      | Fecha 16              | Fecha 16  | Fecha 16             |
| Fecha         | Equipo Local          | Resultado | Equipo Visitante     |
| ------------- | --------------------- | --------- | -------------------- |
| 16 de octubre | Técnico Universitario | 3 - 1     | Liga de Quito        |
| 17 de octubre | El Nacional           | 1 - 1     | Deportivo Quevedo    |
| 17 de octubre | Liga de Portoviejo    | 3 - 1     | Universidad Católica |
| 17 de octubre | Everest               | 0 - 1     | Barcelona            |
| 17 de octubre | Aucas                 | 1 - 2     | Emelec               |
| 17 de octubre | 9 de Octubre          | 3 - 0     | Deportivo Quito      |

| Fecha 17      | Fecha 17             | Fecha 17  | Fecha 17              |
| Fecha         | Equipo Local         | Resultado | Equipo Visitante      |
| ------------- | -------------------- | --------- | --------------------- |
| 24 de octubre | Deportivo Quito      | 0 - 2     | Técnico Universitario |
| 24 de octubre | Deportivo Quevedo    | 0 - 0     | Liga de Portoviejo    |
| 24 de octubre | Barcelona            | 3 - 0     | Aucas                 |
| 24 de octubre | Emelec               | 0 - 1     | 9 de Octubre          |
| 24 de octubre | Universidad Católica | 1 - 2     | El Nacional           |
| 24 de octubre | Liga de Quito        | 2 - 0     | Everest               |

| Fecha 18      | Fecha 18              | Fecha 18  | Fecha 18          |
| Fecha         | Equipo Local          | Resultado | Equipo Visitante  |
| ------------- | --------------------- | --------- | ----------------- |
| 30 de octubre | Everest               | 2 - 1     | El Nacional       |
| 30 de octubre | 9 de Octubre          | 4 - 0     | Deportivo Quevedo |
| 31 de octubre | Aucas                 | 0 - 4     | Liga de Quito     |
| 31 de octubre | Universidad Católica  | 2 - 2     | Deportivo Quito   |
| 31 de octubre | Liga de Portoviejo    | 4 - 1     | Emelec            |
| 31 de octubre | Técnico Universitario | 0 - 0     | Barcelona         |

| Fecha 19       | Fecha 19             | Fecha 19  | Fecha 19              |
| Fecha          | Equipo Local         | Resultado | Equipo Visitante      |
| -------------- | -------------------- | --------- | --------------------- |
| 3 de noviembre | Emelec               | 6 - 2     | Deportivo Quevedo     |
| 3 de noviembre | Liga de Portoviejo   | 4 - 2     | Everest               |
| 3 de noviembre | Barcelona            | 0 - 0     | Deportivo Quito       |
| 3 de noviembre | Universidad Católica | 1 - 0     | Técnico Universitario |
| 3 de noviembre | El Nacional          | 4 - 1     | Liga de Quito         |
| 3 de noviembre | Aucas                | 2 - 1     | 9 de Octubre          |

| Fecha 20       | Fecha 20              | Fecha 20  | Fecha 20             |
| Fecha          | Equipo Local          | Resultado | Equipo Visitante     |
| -------------- | --------------------- | --------- | -------------------- |
| 7 de noviembre | Técnico Universitario | 6 - 1     | Aucas                |
| 7 de noviembre | Deportivo Quito       | 2 - 1     | Liga de Portoviejo   |
| 7 de noviembre | Everest               | 0 - 2     | Emelec               |
| 7 de noviembre | Deportivo Quevedo     | 0 - 0     | Universidad Católica |
| 7 de noviembre | 9 de Octubre          | 1 - 0     | El Nacional          |
| 7 de noviembre | Liga de Quito         | 0 - 0     | Barcelona            |

| Fecha 21        | Fecha 21             | Fecha 21  | Fecha 21              |
| Fecha           | Equipo Local         | Resultado | Equipo Visitante      |
| --------------- | -------------------- | --------- | --------------------- |
| 14 de noviembre | Liga de Portoviejo   | 4 - 0     | Técnico Universitario |
| 14 de noviembre | Universidad Católica | 1 - 1     | Emelec                |
| 14 de noviembre | Barcelona            | 1 - 1     | Deportivo Quevedo     |
| 14 de noviembre | Everest              | 1 - 3     | 9 de Octubre          |
| 14 de noviembre | El Nacional          | 3 - 2     | Aucas                 |
| 14 de noviembre | Liga de Quito        | 0 - 0     | Deportivo Quito       |

| Fecha 22        | Fecha 22              | Fecha 22  | Fecha 22           |
| Fecha           | Equipo Local          | Resultado | Equipo Visitante   |
| --------------- | --------------------- | --------- | ------------------ |
| 20 de noviembre | Everest               | 1 - 1     | Aucas              |
| 20 de noviembre | Emelec                | 2 - 2     | Liga de Quito      |
| 21 de noviembre | Técnico Universitario | 1 - 3     | 9 de Octubre       |
| 21 de noviembre | Universidad Católica  | 1 - 0     | Barcelona          |
| 21 de noviembre | El Nacional           | 2 - 0     | Liga de Portoviejo |
| 21 de noviembre | Deportivo Quevedo     | 6 - 1     | Deportivo Quito    |

### Tabla de posiciones
|  |  |     | Equipo                | PJ | PG | PE | PP | GF | GC | DG  | PTS | PB |
|  |  | --- | --------------------- | -- | -- | -- | -- | -- | -- | --- | --- | -- |
|  |  | 1.  | Barcelona             | 22 | 11 | 7  | 4  | 24 | 14 | +10 | 29  | 3  |
|  |  | 2.  | 9 de Octubre          | 22 | 11 | 5  | 6  | 41 | 28 | +13 | 27  | 2  |
|  |  | 3.  | El Nacional           | 22 | 11 | 4  | 7  | 40 | 26 | +14 | 26  | 1  |
|  |  | 4.  | Liga de Portoviejo    | 22 | 11 | 4  | 7  | 40 | 30 | +10 | 26  |    |
|  |  | 5.  | Universidad Católica  | 22 | 9  | 7  | 6  | 36 | 24 | +12 | 25  |    |
|  |  | 6.  | Deportivo Quevedo     | 22 | 7  | 9  | 6  | 34 | 33 | +1  | 23  |    |
|  |  | 7.  | Técnico Universitario | 22 | 8  | 6  | 8  | 32 | 30 | +2  | 22  |    |
|  |  | 8.  | Emelec                | 22 | 9  | 4  | 9  | 30 | 30 | 0   | 22  |    |
|  |  | 9.  | Liga de Quito         | 22 | 7  | 7  | 8  | 32 | 31 | +1  | 21  |    |
|  |  | 10. | Aucas                 | 22 | 6  | 5  | 11 | 27 | 44 | -17 | 17  |    |
|  |  | 11. | Deportivo Quito       | 22 | 4  | 8  | 10 | 19 | 35 | -16 | 16  |    |
|  |  | 12. | Everest               | 22 | 3  | 4  | 15 | 21 | 50 | -29 | 10  |    |

PJ = Partidos jugados; PG = Partidos ganados; PE = Partidos empatados; PP = Partidos perdidos; GF = Goles a favor; GC = Goles en contra; DG = Diferencia de gol; PTS = Puntos; PB = Puntos de bonificación
|  | Clasificó al Cuadrangular final. |

## Cuadrangular final

### Partidos y resultados
| Fecha 1         | Fecha 1            | Fecha 1   | Fecha 1          |
| Fecha           | Equipo Local       | Resultado | Equipo Visitante |
| --------------- | ------------------ | --------- | ---------------- |
| 27 de noviembre | Barcelona          | 2 - 2     | El Nacional      |
| 27 de noviembre | Liga de Portoviejo | 3 - 2     | 9 de Octubre     |

| Fecha 2        | Fecha 2      | Fecha 2   | Fecha 2            |
| Fecha          | Equipo Local | Resultado | Equipo Visitante   |
| -------------- | ------------ | --------- | ------------------ |
| 1 de diciembre | 9 de Octubre | 0 - 1     | Barcelona          |
| 1 de diciembre | El Nacional  | 1 - 0     | Liga de Portoviejo |

| Fecha 3        | Fecha 3            | Fecha 3   | Fecha 3          |
| Fecha          | Equipo Local       | Resultado | Equipo Visitante |
| -------------- | ------------------ | --------- | ---------------- |
| 5 de diciembre | Liga de Portoviejo | 3 - 0     | Barcelona        |
| 5 de diciembre | 9 de Octubre       | 3 - 1     | El Nacional      |

| Fecha 4         | Fecha 4      | Fecha 4   | Fecha 4            |
| Fecha           | Equipo Local | Resultado | Equipo Visitante   |
| --------------- | ------------ | --------- | ------------------ |
| 12 de diciembre | 9 de Octubre | 3 - 1     | Liga de Portoviejo |
| 12 de diciembre | El Nacional  | 3 - 0     | Barcelona          |

| Fecha 5         | Fecha 5            | Fecha 5   | Fecha 5          |
| Fecha           | Equipo Local       | Resultado | Equipo Visitante |
| --------------- | ------------------ | --------- | ---------------- |
| 15 de diciembre | Barcelona          | 2 - 1     | 9 de Octubre     |
| 15 de diciembre | Liga de Portoviejo | 3 - 2     | El Nacional      |

| Fecha 6         | Fecha 6      | Fecha 6   | Fecha 6            |
| Fecha           | Equipo Local | Resultado | Equipo Visitante   |
| --------------- | ------------ | --------- | ------------------ |
| 19 de diciembre | Barcelona    | 3 - 2     | Liga de Portoviejo |
| 19 de diciembre | El Nacional  | 4 - 0     | 9 de Octubre       |

### Tabla de posiciones
|  |  |    | Equipo             | PJ | PG | PE | PP | GF | GC | DG | PTS | PB |
|  |  | -- | ------------------ | -- | -- | -- | -- | -- | -- | -- | --- | -- |
|  |  | 1. | El Nacional        | 6  | 3  | 1  | 2  | 13 | 8  | +5 | 11  | 4  |
|  |  | 2. | Barcelona          | 6  | 3  | 1  | 2  | 8  | 11 | -3 | 11  | 4  |
|  |  | 3. | Liga de Portoviejo | 6  | 3  | 0  | 3  | 10 | 9  | +1 | 8   | 2  |
|  |  | 4. | 9 de Octubre       | 6  | 2  | 0  | 4  | 7  | 10 | -3 | 8   | 2  |

PJ = Partidos jugados; PG = Partidos ganados; PE = Partidos empatados; PP = Partidos perdidos; GF = Goles a favor; GC = Goles en contra; DG = Diferencia de gol; PTS = Puntos; PB = Puntos de bonificación
|  | Clasificaron a la Copa Libertadores 1983 y Disputaron el Desempate por el título. |

### Desempate por el título
La disputaron entre El Nacional y Barcelona, ganando el equipo militar.
| Fecha                                                    | Ciudad    | Equipo local    | Resultado | Equipo visitante |
| -------------------------------------------------------- | --------- | --------------- | --------- | ---------------- |
| 26 de diciembre de 1982                                  | Guayaquil | Barcelona       | 4 - 2     | El Nacional      |
| 2 de enero de 1983                                       | Quito     | El Nacional     | 3 - 0     | Barcelona        |
| 5 de enero de 1983                                       | Ambato    | El Nacional (C) | 3 - 0     | Barcelona        |
| El Nacional es el campeón con el marcador global de 8-4. |           |                 |           |                  |

### Campeón
|                                               |
|                                               |
| Campeón Club Deportivo El Nacional 6.º título |

## Goleadores
| Jugador             | Equipo             | Goles |
| ------------------- | ------------------ | ----- |
| José Villafuerte    | El Nacional        | 25    |
| Arístides Rodríguez | Liga de Portoviejo | 22    |
| Alcides de Oliveira | Barcelona          | 21    |